# Jakub Krako
Jakub Krako (ur. 7 lipca 1990 w Żylinie) – słowacki niewidomy narciarz alpejski, trzykrotny mistrz paraolimpijski z Vancouver i jednokrotny mistrz paraolimpijski z Soczi.

## Medale Igrzysk Paraolimpijskich

### 2014
- - Narciarstwo alpejskie – supergigant mężczyzn – osoby niewidome
- - Narciarstwo alpejskie – slalom gigant mężczyzn – osoby niewidome

### 2010
- – Narciarstwo alpejskie – slalom mężczyzn – osoby niewidome
- – Narciarstwo alpejskie – slalom gigant mężczyzn – osoby niewidome
- – Narciarstwo alpejskie – superkombinacja mężczyzn – osoby niewidome
- – Narciarstwo alpejskie – supergigant mężczyzn – osoby niewidome

## Odznaczenia
- Order Ľudovíta Štúra II klasy (2024)[1]